# Thank You
Thank You er det ottende studiealbum fra Duran Duran, indeholdende covernumre af nogle af bandets egne favoritter. Den eneste undtagelse er Drive By som er komponeret af bandet selv.
1. White Lines
2. I Wanna Take You Higher
3. Perfect Day
4. Watching The Detectives
5. Lay Lady Lay
6. 911 Is A Joke
7. Success
8. Crystal Ship
9. Ball Of Confusion
10. Thank You
11. Drive By
12. I Wanna Take You Higher Again

Albummet blev udgivet i 1995